# Stimpfach
Stimpfach est une commune de Bade-Wurtemberg (Allemagne), située dans l'arrondissement de Schwäbisch Hall, dans la région de Heilbronn-Franconie, dans le district de Stuttgart.

## Histoire
Stimpfach est mentionné pour la première fois dans un document en 1024. Après avoir appartenu à différents propriétaires, dont les seigneurs de Lohr (de), Stimpfach passe entièrement sous la domination du prince-prévôt d'Ellwangen (de) à partir de 1608.
Le château de Rechenberg (de) donne son nom à la famille von Rechenberg. Le château est construit avant 1227 et mentionné pour la première fois dans un document en 1229. Les chevaliers de Rechenberg qui y résident sont attestés de 1229 à 1405 en tant que serviteurs et intendants des comtes d'Oettingen.